# L'Astor (Pujalt)
L'Astor és un poble situat al sud del municipi de Pujalt, al nord-oest de la comarca de l'Anoia, Barcelona.
Poblet d'origen medieval. Conserva de forma fidedigna els trets essencials de l'arquitectura tradicional. Disposa d'una muralla defensiva i un sinuós traçat de carrerons estrets coberts per arcs, voltes i passos coberts, mirall de la seva història. El llogaret està rodejat de camps de conreu, boscos i jardins. És un indret on les pedres cobren vida i es viatja fàcilment en el temps.

## Descripció
L'Astor té el seu origen en una quadra medieval, formada per un seguit de cases que es tancaven formant un petit nucli clos. Era un petit habitat defensat per una muralla i un fossar, els vestigis del qual es conserven fins fa unes dècades en l'indret on actualment hi ha la plaça de la Bassa. De la població fortificada se'n conserva la porta sud, situada sota del casal d'origen medieval de Cal Pou. El nucli antic és de petites dimensions, està vertebrat a través de dos carrerons tortuosos i conserva les de cases de pedra. El creixement de la població provocà al llarg dels segles una intensa necessitat d'aprofitar l'espai interior que obligà a incorporar als espais domèstics la part superior dels carrers, construint un dens sistema de carrerons coberts per arcs, voltes i embigats. L'església romànica de Santa Magdalena es trobava fora del recinte. En època moderna s'hi construïren més cases i se'n consolidaren d'antigues, i no fou fins fa poc que s'ha començat a construir cases a l'altre costat de la carretera.
Al voltant del nucli de l'Astor s'estenen unes grans planes de conreu de cereals retallades per llenques de pinedes i rouredes. El predomini de roures caducifolis, productors d'aglans, crea uns ecosistemes molt rics en fauna, especialment senglars, cabirols, rosegadors i aus de diverses espècies. Estèticament les rouredes es diferencien dels altres tipus de boscos. El seu cicle estacional produeix moments de gran bellesa (tardor, primavera).

## Llocs d'interès
- Nucli medieval
- Portal de la muralla
- Església romànica de Santa Magdalena de l'Astor
- Cases singulars: Cal Pou, Cal Carulla, Antiga Sala del Ball, Cal Janer.
- Ruïnes del Castell de Montesquiu

## Història
L'església de la població, Santa Magdalena de l'Astor (Austor), apareix documentada per primera vegada l'any 1157, quan el bisbe de Vic, Pere Redorta, entregà a la canònica de Santa Maria de l'Estany la parròquia de Santa Maria de Segur, de la que era sufragània (encara avui dia). Aquesta donació es completà l'any 1176 quan Ponç de Falç,amb la muller Ramona i els fills Ponç i Pere, entregà la seva tercera part de les esglésies de la parròquia de Segur a la canònica de l'Estany.
L'any 1332 tornem a trobar esmentada la població de l'Astor (Çastor) en un document de cessió de drets perceptors que el rector de l'església de Segur cedí per un període de dos anys al prevere Berenguer Sabater. En els fogatges de 1358 i 1365-1370, la població de l'Astor passà de cinc focs a set i estava sota domini de Berenguer de Guàrdia.
La població adquirí major importància a partir de les acaballes del segle xv, quan el castell de Montesquiu fou destruït pel capità Lluc Ferrer del castell de Jorba, dins el marc de la guerra civil catalana que enfrontà el rei Joan II contra les institucions catalanes, pel control polític del principat entre els anys 1462 i 1472. Les fonts documentals conegudes fins avui dia, no deixen clar si l'Astor tenia castell propi i si pel contrari el castell que apareix mencionat en alguns documents, correspon al mateix castell de Montesquiu.
Va tenir municipalitat pròpia, tal com ho expressa el “diccionario Madoz”, en el tom III, publicat el 1846 que explica que: “... de Astor forman la población cinco miserables casas y una iglesia parroquial sufragánea de la de Segur, en la que se dice misa los días de precepto; próximas al pueblo se ven las ruinas de un antiguo castillo y algunos manantiales de excelentes aguas para el surtido del vecindario…”, fins a l'any 1845 quan va passar a formar part del municipi de Pujalt.
El poble va sofrir la despoblació típica de les àrees rurals dels anys seixanta i la posterior rehabilitació de les cases a partir del 1980, quan es van fer la portada d'aigua, el clavegueram, el telèfon i la pavimentació dels carrers.

## Celebracions
- Festa Major: quart cap de setmana d'agost.
- Òpera a la Pedra: estiu